# قانون لينوس
يُطلق اسم «قانون لينوس» على مقولتين اثنتين: تعود الأولى إلى إريك ريموند إريك ريموند وتخص آلية اكتشاف العلل البرمجية في الشفرات المصدرية من طرف المجتمعات التي تستخدمها، أما الثانية فتعود إلى لينوس تورفالدس نفسه وتخص دوافع المبرمجين.

## قانون لينوس – نسخة إريك ريموند
ظهرت نسخة إريك ريموند من قانون لينوس -والتي سُمّيت تيمنا بلينوس تورفالدس- في كتابته الكاتدرائية والبازار وتنص على أنه «إذا توفر عدد كافٍ من العُيون فإن كل العلل البرمجية ستنتهي بإيجاد حلول لها»، بعبارة أخرى، إذا توفر عدد كافٍ من المُجربين والمُطورين لأية شفرة مصدرية، فإن جل العلل سيتم اكتشافها وستظهر بشكل جلي لأحدهم ليقوم بتصحيحها.
بالرغم من شيوع هذا القانون في أوساط المُجتمعات البرمجية مفتوحة المصدر، إلا أنه لا توجد بيانات كافية تدعم هذا القانون، وهو ما دفع بروبرت جلاس أن يصفها بالمغالطة في كتابه حقائق ومُغالطات حول هندسة البرمجيات، حيث يُشير في هذا الكتاب إلى أن النسبة التي ينمو بها عدد العلل البرمجية التي يتم اكتشافها لا يتناسب طردًا مع عدد المُدققين لهذه الشفرات.

## قانون لينوس – نسخة لينوس تورفالدس
نشر لينوس قانونه الذي يحمل اسمه في تقديمه لكتاب أخلاق الهكر وروح عصر المعلومات The Hacker Ethic and the Spirit of the Information Age، حيث يقول في تقديم الكتاب: “يُمكن تصنيف أي دافع يقف وراء قيام شخص ما بأمر مُعيّن تحت أحد الأصناف الثلاثة التالية: “الرغبة في البقاء"، "الحياة الاجتماعية«و» المتعة/الترفيه”. ونتيجة لذلك فإنه -وحسب هذا القانون- يُمكن تعريف التقدم بأنه الانتقال إلى مُستويات أعلى من الدوافع، بمعنى أنه ما يدفع الفرد للقيام بذلك العمل ليس حاجته إلى البقاء لكن لأسباب اجتماعية ومن ثم ينتقل إلى القيام بذلك لمجرد المُتعة الخالصة.

## روابط خارجية
Heartbleed: فرصة لتصحيح بعض المفاهيم الخاطئة المُتعلقة بالبرمجيات مفتوحة المصدر